# Beurre rose
Pour les articles homonymes, voir Beurre (homonymie).
 (juillet 2021).

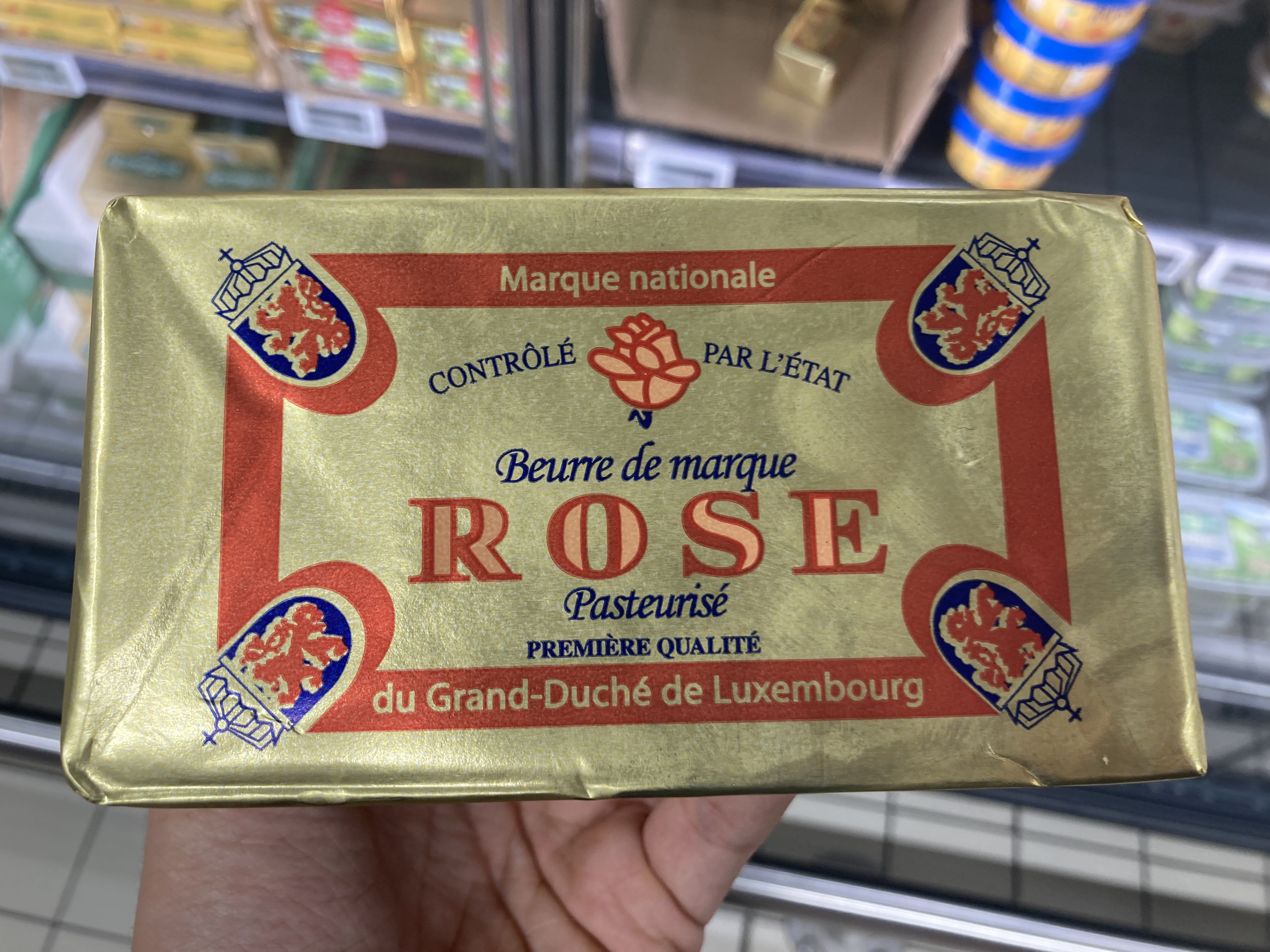
Un paquet de Beurre rose dans un supermarché au Kirchberg.

Le Beurre rose est un beurre de qualité supérieure d’appellation d'origine contrôlée au Grand-Duché de Luxembourg. La qualité et la spécificité du beurre sont essentiellement dues à la flore et à la végétation spécifique de la région et aux conditions de production de lait et de conditionnement du beurre.
Le beurre répond à un standard de qualité supérieure. Si le beurre ne se distingue pas nettement d'un autre beurre de qualité élevée du point de vue de sa composition matérielle, il présente néanmoins des caractéristiques organoleptiques particulières permettant de le différencier du point de vue de son origine. En effet, lors de tests olfactifs et gustatifs on constate un ensemble de qualités spécifiques liées sans nul doute à la composition de la flore du territoire servant à alimenter les vaches, aux pratiques de l'élevage dans les fermes et aux conditions de production de lait et de crème fraîche, propres au Grand-Duché de Luxembourg. Lors de la production on utilise uniquement de la crème acide. Il n'y a aucune addition de sel. 

## Historique
La désignation « Beurre de Marque Nationale Luxembourgeois » a été créée en 1932 par une législation spécifique et peut donc se prévaloir d'une longue tradition. La législation a été modifiée par le Règlement du Gouvernement en Conseil du 3 juillet 1970 portant création d'une marque nationale du beurre luxembourgeois.
Le 13 juillet 2000, le « Beurre rose - Marque Nationale du Grand-Duché de Luxembourg » devient une appellation d'origine contrôlée.